# Emilio González Márquez
Pour les articles homonymes, voir Márquez.
Emilio González Márquez, né le 12 novembre 1960 à Lagos de Moreno, Jalisco, est un homme politique mexicain. Il a été gouverneur de l'État mexicain de Jalisco depuis le 1er mars 2007,  jusqu'au 28 février, 2013.